# Turňa (Fluss)
Turňa (deutsch Tornau; ungarisch Torna) ist ein kleiner Fluss in der Südostslowakei an der Grenze zu Ungarn. Auf seiner Länge von 26 Kilometern entspringt er im Slowakischen Karst und mündet bei Turňa nad Bodvou auf dem Gemeindegebiet von Hosťovce in die Bodva.